# Frassine (fiume)
Il fiume Frassine è un corso d'acqua della provincia di Padova.
È un canale di origine artificiale che, presso Borgo Frassine di Montagnana, accoglie le acque del Guà deviandole verso est. Segna per un tratto il confine con la provincia di Vicenza quindi, in comune di Este, giunge ai piedi dei colli Euganei dove le sue acque sono incanalate nel canale Brancaglia, quindi canale Santa Caterina che in ultima sfocia nel Gorzone.

## Storia
Verso la fine del 1943 un bombardamento danneggiò gravemente il ponte stradale sul fiume Frassine, provocando la chiusura dell'esercizio dell'ultimo tratto della tranvia Vicenza-Noventa-Montagnana; tale servizio fu ripristinato dopo la cessazione delle ostilità, per poi venir definitivamente sostituito da un autoservizio a partire dal 1948.